# Lisa Lundholm
Lisa Lundholm, född Lindell 13 september 1892 i Katarina församling, Stockholm, död 26 maj 1977 i Göteborgs domkyrkoförsamling, Göteborg, var en svensk skådespelare. Hon var anställd vid Göteborgs stadsteater och Folkteatern i Göteborg.
Hon var gift 1917–1921 med skådespelaren Hjalmar Lundholm och därefter med Alexis Holber (1890–1978). Hon fick tre barn.
Lisa Lundholm är begravd på Kvibergs kyrkogård.

## Filmografi
- 1921 – Körkarlen
- 1955 – Sommarnattens leende

## Teater

### Roller (ej komplett)
| År   | Roll         | Produktion                                | Regi             | Teater                |
| ---- | ------------ | ----------------------------------------- | ---------------- | --------------------- |
| 1947 | Ebba         | Mig till skräck Ingmar Bergman            | Ingmar Bergman   | Göteborgs stadsteater |
| 1949 | Husan        | En vildfågel Jean Anouilh                 | Ingmar Bergman   | Göteborgs stadsteater |
| 1950 | Grannkvinnan | Guds ord på landet Ramón del Valle-Inclán | Ingmar Bergman   | Göteborgs stadsteater |
| 1956 | Stormamma    | Katt på hett plåttak Tennessee Williams   | Ingmar Bergman   | Malmö stadsteater     |
| 1957 | Myrtle Webb  | Vår lilla stad (Our Town) Thornton Wilder | Sandro Malmquist | Riksteatern           |

### Fotnoter
1. ↑  Sveriges dödbok 1901–2009, DVD‐ROM, Version 5.00, Sveriges Släktforskarförbund (2010): Holber, Anna Elisabet Vilhelmina
(18920913-5202)
2. ↑  SvenskaGravar
3. ↑  ”Mig till skräck”. Stiftelsen Ingmar Bergman. http://ingmarbergman.se/verk/mig-till-skräck. Läst 16 oktober 2015.
4. ↑  ”En vildfågel”. Stiftelsen Ingmar Bergman. http://ingmarbergman.se/verk/en-vildfågel. Läst 17 oktober 2015.
5. ↑  ”Guds ord på landet”. Stiftelsen Ingmar Bergman. http://ingmarbergman.se/verk/guds-ord-på-landet. Läst 17 oktober 2015.
6. ↑  ”Katt på hett plåttak”. Ingmar Bergman Face to face. http://ingmarbergman.se/verk/katt-p%C3%A5-hett-pl%C3%A5ttak. Läst 15 oktober 2015.
7. ↑  Ingvar Holm (24 september 1957). ”'Vår lilla stad' startar i Halmstad”. Dagens Nyheter:  s. 17. https://arkivet.dn.se/tidning/1957-09-24/260/17. Läst 27 december 2021.